# Al Cervi
Alfred Nicholas Cervi, detto Al (Buffalo, 12 febbraio 1917 – Rochester, 9 novembre 2009), è stato un cestista e allenatore di pallacanestro statunitense, professionista nella NBL e nella NBA.

## Statistiche

### Allenatore
| Stagione | Squadra            | Regular Season | Regular Season | Regular Season | Regular Season | Regular Season                      | Post Season                                             |
| Stagione | Squadra            | V              | P              | % V            | G              | Posizione finale                    | Post Season                                             |
| -------- | ------------------ | -------------- | -------------- | -------------- | -------------- | ----------------------------------- | ------------------------------------------------------- |
| 1948-49  | Syracuse Nationals | 40             | 23             | 54,8           | 73             | 2º nella National Basketball League | Sconfitto alle Semifinali di Division dai Packers (1-3) |
| 1949-50  | Syracuse Nationals | 51             | 13             | 79,7           | 64             | 1º nella NBA Eastern Division       | Sconfitto alle NBA finals dai Lakers (2-4)              |
| 1950-51  | Syracuse Nationals | 32             | 34             | 48,5           | 66             | 4º nella NBA Eastern Division       | Sconfitto alle Finali di Division dai Knicks (2-3)      |
| 1951-52  | Syracuse Nationals | 40             | 26             | 60,6           | 66             | 1º nella NBA Eastern Division       | Sconfitto alle Finali di Division dai Knicks (1-3)      |
| 1952-53  | Syracuse Nationals | 47             | 24             | 66,2           | 71             | 2º nella NBA Eastern Division       | Sconfitto alle Semifinali di Division dai Celtics (0-2) |
| 1953-54  | Syracuse Nationals | 42             | 30             | 58,3           | 72             | 3º nella NBA Eastern Division       | Sconfitto alle NBA finals dai Lakers (3-4)              |
| 1954-55  | Syracuse Nationals | 43             | 29             | 57,7           | 72             | 1º nella NBA Eastern Division       | Campione NBA                                            |
| 1955-56  | Syracuse Nationals | 35             | 37             | 48,6           | 72             | 3º nella NBA Eastern Division       | Sconfitto alle Finali di Division dai Warriors (2-3)    |
| 1956-57  | Syracuse Nationals | 4              | 8              | 33,3           | 12             | -                                   | -                                                       |
| 1958-59  | Philad. Warriors   | 32             | 40             | 44,4           | 72             | 4º nella NBA Eastern Division       | Manca i play-off                                        |
|          | Carriera           | 366            | 264            | 58,1           | 630            |                                     |                                                         |

## Palmarès

### Giocatore
- Campione NBL (1946)
- 3 volte All-NBL First Team (1947, 1948, 1949)
- All-NBL Second Team (1946)
- Miglior marcatore NBL (1947)
- All-NBA Second Team (1950)

### Allenatore
- NBL Coach of the Year (1949)
- Campionato NBA: 1

Syracuse National: 1955
- 2 volte allenatore all'NBA All-Star Game (1952, 1955)